# Telureto de manganês(II)

Telureto de manganês(II) é um composto inorgânico de fórmula química MnTe. Pode ser utilizado como detector potenciométrico.